# Алёшинка (приток Березайки)
Алёшинка — река в России, протекает в Бологовском районе Тверской области. Устье реки находится в 53 км по левому берегу реки Березайка. Длина реки составляет 19 км. Ширина у устья — 30 метров, глубина — 1,8 метра.
У истока река протекает через Валдайское сельское поселение. На реке стоят деревня Корыхново и станция Алёшинка Октябрьской железной дороги. Ближе к устью на левом берегу стоит деревня Лутково Рютинского сельского поселения.

## Данные водного реестра
По данным государственного водного реестра России относится к Балтийскому бассейновому округу, водохозяйственный участок реки — Мста без р. Шлина от истока до Вышневолоцкого г/у, речной подбассейн реки — Волхов. Относится к речному бассейну реки Нева (включая бассейны рек Онежского и Ладожского озера).
Код объекта в государственном водном реестре — 01040200212102000020285.